# Partíu Asturianista

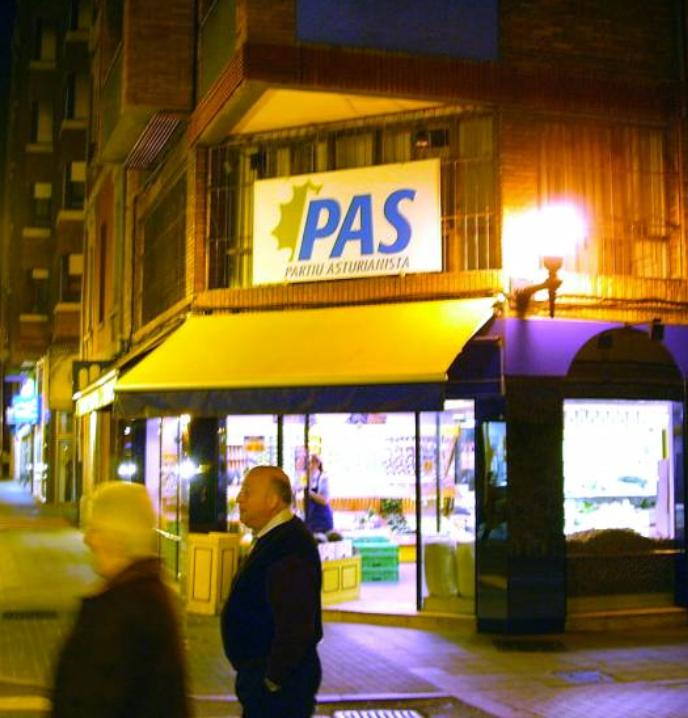
Antigua sede del PAS en Gijón

El Partíu Asturianista (PAS) (Partido Asturianista, en español) es un partido político de Asturias (España) de carácter «asturianista y de progreso», según sus propios estatutos. Fue fundado en 1985 por Xuan Xosé Sánchez Vicente, Sabel Tuñón, Xesús Cañedo, Carlos Rubiera y otros. 
Entre sus objetivos estaba un proyecto de reforma del Estatuto de Autonomía en el que se proponía que Asturias fuese reconocida como nacionalidad histórica, se otorgase la oficialidad a la lengua asturiana, se reclamasen las máximas competencias de autogobierno permitidas por la Constitución española de 1978, y se permitiera a determinados municipios de fuera del Principado de Asturias formar parte de la Comunidad (llegando a tener representación institucional en alguno de ellos en León).

## Ideología
El PAS es un partido político socialdemócrata, que basa su ideología en el nacionalismo asturiano, definiendo a Asturias como una "vieja nación europea" arraigada en el Reino de Asturias con su propia cultura, tradiciones y lengua asturiana .
La defensa de la lengua asturiana juega un papel fundamental en la ideología del partido.

## Historia

### Fundación (1985-1988)
Tras la salida de Xuan Xosé Sánchez Vicente del PSOE en 1983, éste, junto a otros miembros de la asociación Andecha Asturianista como Carlos Rubiera Tuya, Sabel Tuñón, Xesús Cañedo Valle deciden fundar el Partíu Asturianista que se legaliza formalmente en noviembre de 1985 inscribiéndose finalmente en febrero del año siguiente.
En 1988 el partido celebra la I Conferencia Nacional, de la que sale aprobado el documento fundacional del PAS y se decide concurrir a las elecciones autonómicas de ese año, de las cuales saldría como la quinta fuerza política asturiana. El 26 de septiembre de 1988 presenta en el registro de la Junta General del Principado de Asturias una iniciativa legislativa popular proponiendo la modificación del Estatuto de Autonomía.

### Coaliciones electorales (1989-1992)
Un año más tarde, en 1989, el PAS se presenta a las elecciones al Parlamento Europeo dentro de la candidatura Izquierda de los Pueblos, compuesta de partidos nacionalistas progresistas de toda España (como Euskadiko Ezkerra, Chunta Aragonesista, Entesa dels Nacionalistes d'Esquerra, etc.) obteniendo representación, y a las Cortes. Antes de que acabe 1989 se coaliga (Coalición Asturiana) con otro partido nacionalista, la UNA.
En 1991 celebra su primer Congreso Nacional, en el que se aprueba el "Documento de Ideología y Estrategia". En las elecciones del 25 de mayo de ese año dicha coalición logra un diputado en la Junta General en la persona de Sánchez Vicente, y 6 concejales en 5 concejos distintos. Es la primera vez desde la restauración de la democracia en que un miembro de un partido nacionalista asturiano logra un puesto en la Junta.
Después de les elecciones comenzarían negociaciones entre ambas organizaciones para fusionarse en un mismo partido, aunque esto provocaría la ruptura de la misma coalición apenas un año después, además del cruce dialéctico entre los líderes de ambas Xuan Xosé Sánchez Vicente y José Suárez "Felechosa".

### Crecimiento y Ley de Uso del asturiano (1992-1998)
El 14 de octubre de 1993 vio rechazada en la Junta General del Principado de Asturias su proposición no de ley para invitar a la Universidad de Oviedo a introducir en los nuevos planes de estudio de Filología Hispánica la asignatura de lengua asturiana, en calidad de optativa; en esta proposición también se invitaba a que se dotase a la lengua asturiana de una especialidad. En este mismo año también presenta propuestas de incorporación de municipios asturiano-parlantes de la Provincia de León (como por ejemplo Valdeón o Laciana) al Principado de Asturias.
Los resultados se mantendrían en las autonómicas de 1995 con un crecimiento de votos, consiguiendo la alcaldía de Nava.
Por motivo del Referéndum de independencia de Quebec de 1995, ese mismo día, aparece en La Voz de la Semana del 30 de octubre de 1995 un artículo de Xuan Xosé Sánchez Vicente dando el apoyo al derecho a la libre autodeterminación de los pueblos y a la solución de las controversias de manera pacífica y democrática.
El 8 de septiembre de 1996, con motivo del Día de la Nación Asturiana en una tribuna de opinión firmada por Xuan Xosé Sánchez Vicente publicada en asturiano en el periódico La Voz de Asturias se compara la situación de Asturias con la de una colonia:

"[...]Como una colonia de Asturias volaron las plusvalías, los capitales y aquellos individuos o grupos sociales que consiguieron sacar las plusvalías de los trabajadores asturianos. Como una colonia, también, el proceso ha contado con la ayuda socioideológica de grupos sociales aparentemente enfocados en la defensa de los explotados. Es hora de decir que el Estado tiene, por todo ello, una deuda histórica con Asturias; es hora de decir que no un es tolerable que puros doctrinarismos ideológicos pretendan acabar con el sacrificio y el trabajo de generaciones de asturianos.[...] Pues bien, en defensa de estos derechos históricos de la comunidad y de estos derechos civiles de los ciudadanos de hoy, el Partíu Asturianista exige una reforma estaturia que en nos permita techos máximos de autonomía reconocidos en la Constitución Española: no más que nadie, pero no menos que nadie.
[...] (En La Voz de Asturias, 8 de septiembre de 1996)"

En 1998 apoya la convocatoria de huelga general del 12 de febrero y la manifestación de Oviedo.
Durante la legislatura de 1995 a 1999 el PAS sirve de apoyo al gobierno de Sergio Marqués para sacar adelante varios años los presupuestos generales. Fruto de ese apoyo se aprueba la Ley 1/1998, de 23 de marzo, de uso y promoción del Bable/Asturiano, paso previo encaminado a la futura oficialidad de la lengua, lo que constituye uno de los mayores logros políticos de la formación.
En el segundo y tercer congresos nacionales del partido, en 1994 y 1998 respectivamente, se aprobaron la Ponencia de Dirección Política y las estrategias políticas del partido.

### Decadencia (1998-2008)

#### Ley de Uso del Asturiano y elecciones de 1999 y 2003  [1998-2004]
La Ley de Uso del asturiano hizo quiebra en la unidad dentro de la militancia del Partíu Asturianista sobre su oportunidad, entre los que la apoyaban como un cauce útil, un primer paso hacia la oficialidad; y los que consideraban que no daba respuesta a las demandas y necesidades de normalización de la lengua asturiana.
El 22 de octubre de 1998 el parlamentario asturianista Xuan Xosé Sánchez Vicente impulsó, mediante una proposición no de ley, la creación de una Comisión Especial en la Junta General del Principado de Asturias "para explorar las posibilidades que podía ofrecer" el Derecho foral-consuetudinario asturiano, pasando a presidirla hasta el 9 de abril de 1999.
En las elecciones autonómicas de 1999 el PAS (con la irrupción de la Unión Renovadora Asturiana) se queda por escasos 1504 votos en la circunscripción del centro de Asturias sin representación; desde entonces no ha conseguido volver a tenerla en la Junta General del Principado de Asturias.
Además de la pérdida del escaño en la Junta General, seguidamente a las elecciones se producirían el abandono de militantes y las escisiones con el alcalde asturianista de Nava (de entonces) Xulián Fernández Montes de cabeza visible, fundando Asturianistes por Nava.
Después de negociaciones en agosto de 2002 se anunció que IAS y el PAS habían firmado un acuerdo para celebrar el llamado por los nacionalistas Día de la Nación Asturiana unitario en Cangas de Onís.  En noviembre de ese mismo año el concejal asturianista de Oseja de Sajambre remite una carta al Alto Comisionado para los Derechos Humanos de la ONU en la que adjuntaba testimonios y diversa documentación obtenida durante los años de investigación sobre la represión franquista en la zona de la montaña oriental.
El 10 de enero de 2003 el Partíu Asturianista (PAS) presentó ante el Tribunal Superior de Justicia de Asturias (TSJA) una denuncia por delito ecológico con base en los daños producidos por el vertido de fuel del Prestige en el litoral asturiano. Además en ese año el PAS mostró su disconformidad a la ampliación del puerto de El Musel aduciendo que afectaba "gravemente al medio ambiente" y que se trataba de una obra innecesaria que no aportaba nada a la economía asturiana debido al tráfico del puerto.  En junio de ese mismo año apoyó un manifiesto a favor de la cultura asturiana acusando al Gobierno Asturiano de genocida, y en ese mes también presentó una iniciativa legislativa popular con el objeto de reformar el Estatuto de Autonomía como ya hizo en 1988.
En 2004 el PAS se presenta a las elecciones al Parlamento Europeo dentro de la candidatura Coalición Europea compuesta mayoritariamente por partidos regionalistas conservadores de toda España (como Coalición Canaria, Unió Mallorquina, etc) quedándose la coalición sin representación.

#### Unión Asturianista(2004-2007)
Para las elecciones autonómicas de 2007 se presentó coaligado con URAS en la Unión Asturianista. En estas elecciones autonómicas de 2007 no consiguió ningún diputado, obteniendo la coalición 13.255 votos. Le faltaron 2.736 votos en la circunscripción del centro de Asturias para conseguirlo.
En las elecciones municipales de 2007 con la candidatura Unión Asturianista consiguió 11 concejales, gracias a los cuales se hizo con dos alcaldías en los concejos de Villaviciosa de 15.000 habitantes (es el undécimo concejo en población de Asturias), y en el de Ponga de 700 habitantes.

### Período 2008-2011
El 28 de junio de 2008 tuvo lugar en Gijón su V Congreso Nacional donde fue reelegida la ejecutiva nacional (continuando Xuan Xosé Sánchez Vicente como presidente y Xesús Cañedo como secretario general) y se aprobó una reforma de los Estatutos.
El 30 de agosto de 2008 empezó a publicar la revista del partido L'Asturianista (El Asturianista), siendo el primer número especial para el llamado por los nacionalistas Día de la Nación Asturiana, editando hasta hoy cinco números.
En 2009, pocos días antes del Día de la Nación Asturiana el PAS y Andecha Astur se reunieron para firmar un acuerdo de futura colaboración conjunta, emitiendo meses después un comunicado conjunto sobre la vuelta y oficialidad de las selecciones deportivas asturianas, y ya en 2010 rechazando que barcos gallegos pesquen en aguas asturianas por la posible esquilmación de las aguas asturianas y daño al sector pesquero asturiano.
Con motivo de sus 25 años de historia organizó dos conciertos gratuitos, el 22 de mayo de 2010 de La Coral Polifónica de Asturias 'Cruz de la Victoria' en Gijón y el 2 de octubre en Oviedo del grupo folk Tuenda.
Después de semanas manteniendo negociaciones con la Plataforma 8 de Septiembre para celebrar un acto conjunto el Día de la Nación Asturiana para el 2010 con el Bloque por Asturies y la Unidá Nacionalista Asturiana, rechaza participar por discrepancias sobre el planteamiento del acto. Considerando “que imposibilita la jerarquización de organizaciones y personas y su visualización” (al ser una concentración), y que además el Día de la Nación Asturiana debe ser “un acto organizado y gestionado por los partidos políticos” y la composición de los convocantes escapaba a esa idea.

## Resultados electorales

### Junta General del Principado de Asturias
| Elecciones | Candidato         | Votos       | %    | Diputado(s) | +/-         | Gobierno           |
| ---------- | ----------------- | ----------- | ---- | ----------- | ----------- | ------------------ |
| 1987       |                   | 7302 (#5)   | 1,28 | 0/45        |             | Extraparlamentario |
| 1991a      | Xuan Xosé Sánchez | 14 569 (#5) | 2,74 | 1/45        | 1           | Oposición          |
| 1995       | Xuan Xosé Sánchez | 20 669 (#4) | 3,19 | 1/45        | Sin cambios | Oposición          |
| 1999       | Xuan Xosé Sánchez | 15 998 (#5) | 2,58 | 0/45        | 1           | Extraparlamentario |
| 2003       | Xuan Xosé Sánchez | 11 376 (#5) | 1,84 | 0/45        |             | Extraparlamentario |
| 2007a      |                   | 13 314 (#4) | 2,22 | 0/45        |             | Extraparlamentario |
| 2011a      |                   | 2953 (#10)  | 0,51 | 0/45        |             | Extraparlamentario |

a En coalición con URAS.

### Elecciones Generales
| Elecciones | Votos       | %    | Diputado(s) |
| ---------- | ----------- | ---- | ----------- |
| 1989       | 3526 (#6)   | 0,58 | 0/9         |
| 1993       | 11 088 (#5) | 1,60 | 0/9         |
| 1996       | 12 213 (#4) | 1,69 | 0/9         |
| 2000       | 5876 (#5)   | 0,90 | 0/9         |
| 2004       | 4292 (#5)   | 0,61 | 0/8         |

### Elecciones municipales
| |            | 1983 | 1987 | 1991   | 1995   | 1999   | 2003 | 2007   |
| --- | ---------- | ---- | ---- | ------ | ------ | ------ | ---- | ------ |
| PAS12 | votos      | —    | 3066 | 10 891 | 13 409 | 16 194 | 8715 | 11 527 |
| PAS12 | concejales | —    | 0    | 6      | 6      | 12     | 3    | 11     |
| 1 en 1991 se presentó con la UNA como Coalición Asturiana. 2 en 2007 se presentó con la URAS como Unión Asturianista. |            |      |      |        |        |        |      |        |

### Elecciones europeas
| |                    | 1987 | 1989 | 1994 | 1999   | 2004 | 2009 |
| --- | ------------------ | ---- | ---- | ---- | ------ | ---- | ---- |
| PAS12 | votos              | —    | 5430 | 9679 | 10 693 | 2098 | —    |
| PAS12 | europarlamentarios | —    | 1    | 0    | 0      | 0    | —    |
| 1 en 1989 se presentó dentro de Izquierda de los Pueblos. 2 en 2004 se presentó dentro de Coalición Europea. |                    |      |      |      |        |      |      |